# Helius edwardsianus
Helius edwardsianus är en tvåvingeart som beskrevs av Alexander 1956. Helius edwardsianus ingår i släktet Helius och familjen småharkrankar.
Artens utbredningsområde är Uganda. Inga underarter finns listade i Catalogue of Life.